# Булдуруй 2-й
Булдуру́й 2-й (рос. Булдуруй 2-й) — село у складі Нерчинсько-Заводського району Забайкальського краю, Росія. Входить до складу Булдуруйського сільського поселення.

## Населення
Населення — 139 осіб (2010; 174 у 2002).
Національний склад (станом на 2002 рік):
- росіяни — 96 %